# مقاطعة جونسون (إنديانا)
مقاطعة جونسون هي مقاطعة في إنديانا، بلغ عدد سكانها 139٬654  نسمة، في 2010، عاصمتها فرانكلين، تبلغ مساحتها 833 كيلومتر مربع.

## الموقع
تشترك في الحدود مع:
- مقاطعة ماريون
- إنديانابوليس، إنديانا.

## التقسيمات الإدارية
- فرانكلين.

## أعلام
- هيو توماس ميلر
- لويس ماديسون تيرمان